# MLDonkey
MLDonkey è un client open source per il filesharing peer to peer che supporta molte reti P2P.
Originariamente era un client GNU/Linux del protocollo eDonkey, ora gira su molte versioni di Unix, su macOS, su Microsoft Windows e supporta molti protocolli P2P. Il suo sviluppo procede molto velocemente e il team di MLDonkey è stato il secondo a riuscire a decifrare il protocollo FastTrack.
Lo sviluppatore originario di MLDonkey è stato Fabrice Le Fessant dell'INRIA.
MLDonkey supporta, anche se in qualche caso in maniera parziale o incompleta, i seguenti protocolli:
- BitTorrent
- Direct Connect (client MLDonkey a volte mal accettati sugli hub, ultime versioni migliorano molto il supporto)
- eDonkey
- FastTrack
- FileTP HTTP/FTP
- Kad (Kademlia)
- Gnutella (non funzionante, in cerca di manutentori)
- Gnutella2 (non funzionante, in cerca di manutentori)
- OpenNap (non funzionante)
- Soulseek (non funzionante)
- OpenFT (non funzionante)

Scritto in linguaggio O'Caml e distribuito secondo la licenza GPL, l'applicazione separa fortemente l'interfaccia utente (che può essere un browser web, telnet o un'applicazione grafica di terze parti) e il codice che interagisce con la rete P2P.
Lo sviluppo è iniziato nel tardo 2001.

## KMLDonkey
KMLDonkey è un frontend di MLDonkey. Alcune sue caratteristiche sono:
- Il supporto della maggior parte dei protocolli P2P gestiti dal backend MLDonkey (eDonkey / eMule, Kad, BitTorrent,  Gnutella, Gnutella2, DirectConnect, FastTrack, SoulSeek, Audiogalaxy, OpenFT, FileTP)
- Supporto di molte opzioni di configurazione del backend MLDonkey
- È in grado di gestire più thread contemporaneamente
- Può essere usato con strumenti di traffic shaping
- È in grado di gestire numerose opzioni di sicurezza

L'ultima versione è la 2.0.5.